# Mlin Travič
Mlinica Travič (u nekim izvorima i "Travić") nalazi se u Lovincu, Ličko-senjska županija, Hrvatska.

## Opis
Mlinica „Travič“ smješten je u naselju Lovinac, uz glavnu prometnicu. Riječ je o građevini pravokutna tlocrta građenom kamenom i pokrivenom šimlom. Nalazi se na potoku Banica, čije korito premošćuje s dva svođena otvora kroz koje teče voda i pokreće mehanizam za mljevenje. Mlin „Travič“ podignut je tijekom 19. stoljeća, te je vidljiv na kartografskim prikazima Lovinca toga doba. Bio je dio sustava mlinova na razgranatom vodnom sustavu Lovinca i okolice. Spomenička vrijednost ovog objekta vernakularne arhitekture leži u visokom stupnju očuvanosti, što je rijetkost na području Like, prvenstveno zbog društveno ekonomskih faktora (odumiranja prostora i depopulacije) te predstavlja važan spomenik vezan uz tradiciju prerade i mljevenja žitarica na području Lovinca i okolice.

## Zaštita
Pod oznakom Z-6948 zaveden je kao nepokretno kulturno dobro - pojedinačno, pravna statusa zaštićena kulturnog dobra.

## Vanjske poveznice
|  | Zajednički poslužitelj ima još gradiva o temi Mlin Travič |